# Прісяка (комуна)
Прісяка (рум. Priseaca) — комуна у повіті Олт в Румунії. До складу комуни входять такі села (дані про населення за 2002 рік):
- Буйчешть (479 осіб)
- Прісяка (1103 особи)
- Селтенешть (394 особи)

Комуна розташована на відстані 130 км на захід від Бухареста, 11 км на північний схід від Слатіни, 54 км на північний схід від Крайови.

## Населення
За даними перепису населення 2002 року у комуні проживали 1976 осіб, усі — румуни. Усі жителі комуни рідною мовою назвали румунську.
Склад населення комуни за віросповіданням:
| Релігія       | Кількість осіб | Відсоток |
| ------------- | -------------- | -------- |
| православні   | 1942           | 98,3%    |
| адвентисти    | 28             | 1,4%     |
| п'ятдесятники | 4              | 0,2%     |